# Jekatierina Mielnikowa
Jekatierina Jewgienjewna Mielnikowa (ros. Екатерина Евгеньевна Мельникова; ur. 2 sierpnia 1989) – rosyjska zapaśniczka walcząca w stylu wolnym. Ósma w mistrzostwach świata w 2012.
Czwarta w Pucharze Świata w 2012 i piąta w 2010. Mistrzyni świata juniorów w 2008 i 2009, wicemistrzyni Europy juniorów w 2008. Mistrzyni Rosji w 2012, druga w 2011 i trzecia w 2009 roku.